# Henry van Dyke
Henry Jackson van Dyke (Germantown, Pennsylvania, 10. studenoga 1852. – Princeton, New Jersey, 10. travnja 1933.) bio je američki književnik i prezbiter.

## Životopis
Van Dyke je rođen u Germantownu u Pennsylvaniji. Studij je završio 1877. godine na Sveučilištu Princeton. Za svećenika Prezbiterijanske crkve zaređen je 1879. godine. Do 1900. godine službovao je u Rhode Islandu i New Yorku. Od 1900. do 1923. godine na Princetonu predaje englesku književnost. Od 1913. do 1917. godine obnašao je dužnost američkog veleposlanika u Nizozemskoj. Umro je kao professor emeritus u Princetonu 1933. godine.

## Djela
Van Dyke je objavio niz zbirki pripovjedaka i eseja te pjesama. Najpoznatije su mu pripovijetke Priča o još jednom mudracu (The Story of the Other Wise Man, 1896.) i Prvo božićno drvce (The First Christmas Tree, 1897.).
Djela mu nisu prevedena na hrvatski jezik.

## Vanjske poveznice
Ostali projekti
|  | Zajednički poslužitelj ima još gradiva o temi Henry van Dyke |

Mrežna mjesta
- American Literature: Henry van Dyke, djela Henryja van Dykea (engl.)